# 克里斯·基伦
克里斯·基伦（Christopher John "Chris" Killen，1981年10月8日—）是一名新西兰足球运动员，他曾効力多支英格兰和苏格兰联赛的球队。

## 职业生涯
基伦的球员生涯基本都在英格兰和苏格兰联赛的球队効力，基伦于1998年进入英格兰球队曼城的青训营，从1999年开始为球队出战正式比赛，其后他先后被曼城租借到英格兰低级别联赛球队雷克森姆及韦尔港效力。2001年基伦首次代表新西兰国家足球队比赛。2002年，基伦以25万英镑的身价从曼城加盟英甲联赛球队奥尔德姆，并签订了一份为期四年的合约。四年间基伦一共为奥尔德姆队出战78场比赛，打进24球。
2006年1月，基伦以自由转会方式加盟苏超联赛球队希伯尼安，2006-07赛季结束后在希伯尼安表現出色的基伦和苏超另一支球队凯尔特人签订了一份为期三年的合同。2008年他作为三名超龄球员之一随新西兰国奥队参加了北京奥运会的比赛。2009年基伦被凯尔特人租借到英甲联赛球队的诺里奇城効力。
2010年，基伦与凯尔特人的合约结束后，追隨在凱爾特人效力期間的主帥托尼.莫布瑞自由转会加盟了英冠联赛球队米德尔斯堡，同年在南非世界杯上身披新西兰队10号球衣，踢满了大部分小组赛。在世界杯后基伦与米德尔斯堡结束了合同，被经纪人介绍到在中国球队深圳红钻並正式签约加盟球队，签下了一份1年半加1的合同。如果基伦表现出色，深足有再跟他续约一年的优先权。基伦也成为继國家隊隊友维切里奇之后，第二位在世界杯后加盟深圳红钻和中國聯賽的新西兰球员。基伦在2010赛季为深圳红钻出赛14场中贡献8个进球，帮助球队艰难保级，他也成为深圳队當賽季的隊內头号射手。
2011年，基伦在新主帥特魯西埃的戰術體系中多打其不擅長的腳下控球，并缺少對其高空優勢的支援，但仍在21场中超联赛中攻入9球，连续两年成为深圳隊內头号射手，但仍無法阻止深圳红钻在赛季结束后降级中甲联赛。
2012年2月，基伦被中国足球甲级联赛升班马重庆队高價引進。在中甲联赛繼續了其作為空霸的強勢表現，并在對深圳红钻的比賽中，聯手同樣被迫由深足出走的隊友黎斐反戈取得入球，幾乎為球隊取得勝利。
2013年，由于國家隊的接連征戰，基倫飽受傷病影響，未能延續此前的上佳表現，無力拯救內憂外患的重慶隊免于降級。

## 外部連結
- 新西兰主力中锋试训深圳 曾随凯尔特人苏超夺冠 （页面存档备份，存于）
- 深足锋线将签孙继海前队友 强力国脚曾破网意大利 （页面存档备份，存于）
- 新西兰世界杯主力加盟深足 基伦曾效力凯尔特人 （页面存档备份，存于）
- 深足宣布新西兰10号加盟 百万欧元身价签约两年半 （页面存档备份，存于）